# Галлинатто, Джанандреа
Джанандре́а Галлина́тто (итал. Gianandrea Gallinatto; 21 января 1963 — 24 апреля 2020, Турин) — итальянский кёрлингист и тренер по кёрлингу.

## Достижения
- Чемпионат Италии по кёрлингу среди смешанных команд: золото (2009), серебро (2008).[2]
- Чемпионат Италии по кёрлингу среди ветеранов: золото (2013)

## Команды
| Сезон                                          | Четвёртый         | Третий                | Второй                | Первый           | Запасной                        | Турниры                          |
| ---------------------------------------------- | ----------------- | --------------------- | --------------------- | ---------------- | ------------------------------- | -------------------------------- |
| 2016—17                                        | Вальтер Бомбассеи | Marco Constantini     | Джанандреа Галлинатто | Mauro Ottino     | Stefano Benedetto               | ЧМВ 2017 (18 место)              |
| Кёрлинг среди смешанных команд (mixed curling) |                   |                       |                       |                  |                                 |                                  |
| 2009—10                                        | Лукреция Сальваи  | Джанандреа Галлинатто | Вероника Герби        | Diego Bertoletti | Valentina Cal, Giovanni Battoni | ЧИСК 2009 · ЧЕСК 2009 (18 место) |

(скипы выделены полужирным шрифтом)

## Результаты как тренера национальных сборных
| Год  | Турнир                                                 | Сборная                | Место |
| ---- | ------------------------------------------------------ | ---------------------- | ----- |
| 2011 | Чемпионат мира по кёрлингу среди смешанных пар 2011    | Италия (смеш. пара)    | 22    |
| 2012 | Чемпионат мира по кёрлингу среди смешанных пар 2012    | Италия (смеш. пара)    | 12    |
| 2013 | Зимняя Универсиада 2013                                | Италия (студенты жен.) | 10    |
| 2014 | Чемпионат мира по кёрлингу среди юниоров 2014          | Италия (юниоры муж.)   | 5     |
| 2014 | Чемпионат Европы по кёрлингу 2014                      | Италия (мужчины)       | 4     |
| 2015 | Чемпионат мира по кёрлингу среди юниоров 2015          | Италия (юниоры муж.)   | 8     |
| 2015 | Чемпионат мира по кёрлингу среди мужчин 2015           | Италия (мужчины)       | 10    |
| 2015 | Чемпионат мира по кёрлингу на колясках (группа Б) 2015 | Италия (на колясках)   | 7     |
| 2018 | Чемпионат мира по кёрлингу на колясках (группа Б) 2018 | Италия (на колясках)   | 7     |

## Частная жизнь
Проживал в Турине, где и скончался 24 апреля 2020.
Кроме кёрлинга, которым занимался с 2002, увлекался еще лыжами и гольфом.